# Долинное (Бахчисарайский район)
Доли́нное (до 1945 года Топчико́й; укр. Долинне, крымскотат. Topçıköy, Топчыкой) — село в Бахчисарайском районе Республики Крым, центр Долинненского сельского поселения (согласно административно-территориальному делению Украины — Долинненского сельского совета Бахчисарайского района Автономной Республики Крым).

## Население
| 2001 | 2014  |
| ---- | ----- |
| 1678 | ↘1551 |

Всеукраинская перепись 2001 года показала следующее распределение по носителям языка
| Язык             | Процент |
| ---------------- | ------- |
| русский          | 60.43   |
| крымскотатарский | 25.98   |
| украинский       | 11.62   |
| другие           | 0.78    |

### Динамика численности
| - 1805 год — 24 чел. - 1864 год — 73 чел. - 1886 год — 23 чел. - 1887 год — 134 чел. - 1892 год — 30 чел. - 1915 год — 174 чел. | - 1926 год — 521 чел. - 1939 год — 610 чел. - 1989 год — 1394 чел. - 2001 год — 1678 чел. - 2009 год — 1718 чел. - 2014 год — 1551 чел. |

## Современное состояние
Ранее Долинное было центральной усадьбой крупного колхоза-миллионера Победа, сейчас действуют Агрофирма «Победа», ООО «Сады Бахчисарая» и ООО «Бахчисарайская долина». В Долинном 15 улиц, к селу относятся 200 гектаров земли, в 920 дворах, по данным сельсовета на 2009 год, проживало 1718 человек. В селе имеется амбулатория, средняя общеобразовательная школа, детский сад комбинированного вида «Вишенка», действуют: православный храм Преображения Господня, мечеть «Топчикой джамиси». Долинное связано автобусным сообщением с Бахчисараем, Севастополем и Симферополем. В селе находится братская могила советских воинов, погибших в 1944 году. В селе работает одна из крупнейших в Крыму (300 гектаров садов) агрофирма «Сады Бахчисарая». Производством вин занимается винодельческое хозяйство «Esse».

## География
Село расположилось в центральной части района, у подножия вершины куэсты Внешней гряды Крымских гор горы Сююрю-Бурун. Долинное лежит на правом (северном) склоне долины реки Кача в её среднем течении, расстояние от Бахчисарая 11 километров. Ближайшая железнодорожная станция Бахчисарай в 7 км. Высота центра села над уровнем моря 92 м. Транспортное сообщение осуществляется по региональной автодороге 35К-021 Бахчисарай — Орловка (по украинской классификации — Т-2701).

## Название
Историческое название села — Топчикой. С крымскотатарского topçu (в бахчисарайском диалекте topçı) — «пушкарь», köy — «село». Наличие в окрестностях села топонимов со схожей «профессиональной» этимологией (например, Актачи (aqtaçı — «конюх»)), а также сведения о существовании ниже по долине везирского дворца позволяют предполагать, что западная часть Качинской долины была местом, где получали земельные наделы высокопоставленные служители ханского придворного штата.

## История
Судя по археологическим находкам, относящимся ко II—III векам нашей эры, на месте современного села во времена Позднескифского государства находился римский военный лагерь, высока вероятность существавания скифо-саматского поселения, погибшего в результате вторжения в Крым готов и боранов в 250-х годах (в найденном у села кладе римских монет самая поздняя чеканки 251 года).
В документах времён Крымского ханства Топчикой упомянут в двух кадиаскерских (судебных) делах: впервые в 1679 году и в деле против мурз Ахмеда и Ягьи о захвате общинной земли 1719 года. В последний период ханства Топчикой административно входил в Бахчисарайский кадылык Бахчисарайского каймаканства, что зафиксировано в 1784 году в Камеральном описании Крыма. После присоединения Крыма к России 8 (19) апреля 1783 года, (8) 19 февраля 1784 года, именным указом Екатерины II сенату, на территории бывшего Крымского Ханства была образована Таврическая область и деревня была приписана к Симферопольскому уезду. После Павловских реформ, с 12 декабря 1796 года по 1802 год, входил в Акмечетский уезд Новороссийской губернии. По новому административному делению, после создания 8 (20) октября 1802 года Таврической губернии Топчикой включили в состав Актачинской волости Симферопольского уезда.
По Ведомости о всех селениях в Симферопольском уезде состоящих с показанием в которой волости сколько числом дворов и душ… от 9 октября 1805 года в Топчикое в 7 дворах проживало 24 крымских татарина. На военно-топографической карте генерал-майора Мухина 1817 года обзначены два Топчикоя: Ашага и Юхары (Нижний и Верхний), притом в Верхнем — 6 домов, в Нижнем — не подписано ничего. После реформы волостного деления 1829 года Топчикой, согласно «Ведомости о казённых волостях Таврической губернии 1829 года», передали из Актачинской волости в состав Дуванкойской. Но Топчикой долго оставался крошечной деревней: на карте 1836 года в деревне 7 дворов, а на карте 1842 года обозначен условным знаком «малая деревня».
В 1860-х годах, после земской реформы Александра II, деревня осталась в составе преобразованной Дуванкойской волости. Согласно «Списку населённых мест Таврической губернии по сведениям 1864 года», составленному по результатам VIII ревизии 1864 года, Топчикой — владельческая татарская и русская деревня, при ней владельческие дачи и хутора, с 15 дворами, 73 жителями и мечетью при реке Каче. На трёхверстовой карте Шуберта 1865—1876 года в деревне обозначено 5 дворов. На 1886 год в деревне, согласно справочнику «Волости и важнѣйшія селенія Европейской Россіи», проживало 23 человека в 6 домохозяйствах, действовала мечеть. В Памятной книге Таврической губернии 1889 года, составленной по результатам X ревизии 1887 года, в Топчикое записаны 24 двора и 134 жителя. На верстовой карте 1890 года обозначено 23 двора со смешанным татарско-русским населением.
После земской реформы 1890-х годов деревня осталась в составе преобразованной Дуванкойской волости. Согласно «…Памятной книжке Таврической губернии на 1892 год», в деревне Топчикой, входившей в Калымтайское сельское общество, было 30 жителей в 12 домохозяйствах, все безземельные. По «…Памятной книжке Таврической губернии на 1902 год» деревня Топчикой, как населённая безземельными и не входившая в сельское общество, приписана к волости для счёта, без указания числа жителей и домохозяйств. По Статистическому справочнику Таврической губернии. Ч.II-я. Статистический очерк, выпуск шестой Симферопольский уезд, 1915 год, в деревне Топчикой Дуванкойской волости Симферопольского уезда числилось 35 дворов со смешанным населением в количестве 174 человек приписных жителей, из которых 90 мужчин и 84 женщины. Жители владели 11 десятинами земли. В хозяйствах имелось 121 лошадь, 64 коровы и 348 овец. Также к селению были приписаны хутор, имение А. Д. Хаджонгло, экономия графа Мордвинова и два десятка частных садов.
После установления в Крыму Советской власти, по постановлению Крымревкома от 8 января 1921 года была упразднена волостная система и село вошло в состав Бахчисарайского района Симферопольского уезда (округа), а в 1922 году уезды получили название округов. 11 октября 1923 года, согласно постановлению ВЦИК, в административное деление Крымской АССР были внесены изменения, в результате которых был создан Бахчисарайский район и село включили в его состав. Согласно Списку населённых пунктов Крымской АССР по Всесоюзной переписи 17 декабря 1926 года, в селе Топчикой, центре Топчикойского сельсовета Симферопольского района, числилось 138 дворов, из них 137 крестьянских, население составлял 521 человек (260 мужчин и 261 женщина). В национальном отношении учтено: 325 татар, 144 русских, по 14 греков и украинцев, 12 армян, 2 немца, 10 записаны в графе «прочие», действовала татарская школа. В 1929 году в селе организован колхоз «12 лет Октября». По данным всесоюзная перепись населения 1939 года в селе проживало 610 человек.
В 1944 году, после освобождения Крыма от фашистов, согласно Постановлению ГКО № 5859 от 11 мая 1944 года, 18 мая крымские татары были депортированы в Среднюю Азию, а 12 августа 1944 года было принято постановление № ГОКО-6372с «О переселении колхозников в районы Крыма» по которому в район планировалось переселить 6000 колхозников и в сентябре 1944 года в район приехали первые новосёлы (2146 семей) из Орловской и Брянской областей РСФСР, а в начале 1950-х годов последовала вторая волна переселенцев из различных областей Украины. 21 августа 1945 года, согласно указу Президиума Верховного совета РСФСР, Топчикой переименовали в Долинное, а Топчикойский сельсовет — в Долинненский. С 25 июня 1946 года в составе Крымской области РСФСР. В 1950 году колхоз «12 лет Октября» объединили с колхозом им. Будённого (село Фурмановка), а в 1953 году колхозу присвоено название Победа. 26 апреля 1954 года Крымская область была передана из состава РСФСР в состав УССР.
Время упразднения сельсовета и включения села в состав Подгородненского пока не установлено, известно, что на 15 июня 1960 года Долинненского сельсовета уже не было. В период с 1968 года по 1974 год село Подгородное и сельсовет упразднили и Долинное входило в состав Железнодорожненского сельсовета. На 1 января 1977 года уже действовал Долинненский сельсовет. По данным переписи 1989 года в селе проживало 1394 человека. С 12 февраля 1991 года село в восстановленной Крымской АССР, 26 февраля 1992 года переименованной в Автономную Республику Крым. С 21 марта 2014 года де-факто находится в Республике Крым под российской юрисдикцией.